# رضا آفتابی
رضا آفتابی (زاده ۱۶ آذر ۱۳۵۵ در بندر انزلی) دوبلور ایرانی است.  
صدای او دارای قابلیت تمام عناصر نمایش و لحظه‌های آن است. آفتابی دانش‌آموخته رشته کارشناسی بازیگری تئاتر دانشگاه هنر تهران است. او از گویندگی ناصر طهماسب تأثیر گرفته‌است.
او از مدیران دوبلاژ سیما است.
گویندگی او در بازیهای متعدد برگردان فارسی شرکتهای دوبله بسیار به چشم می‌خورد …
بازیهایی نظیر
- تمدن ۵
- پیور
- شیفت ۱ و …

آفتابی گوینده ثابت بندیکت کامبربچ می‌باشد.

## کارهای شاخص

### به‌عنوان دوبلور[۴]
- شرلوک (شرلوک هولمز) بندیکت کامبربچ
- لاک پشت های نینجا(آقای مورتو)
- کرانک(دکتر مایلز)دوایت یوآکم
- یوگی خرسه(شهردار براون)اندی دالی
- دکتر استرنج (دکتر استرنج) بندیکت کامبربچ
- انتقام جویان:جنگ ابدیت (دکتر استرنج) بندیکت کامبربچ
- انتقام جویان:پایان بازی (دکتر استرنج) بندیکت کامبربچ
- ثور: رگناروک (کورگ) تایکا وایتیتی
- هری پاتر و تالار اسرار (گیلدروی لاکهارت) کنت برانا
- بتمن آغاز می‌کند (جیمز گوردون) گری اولدمن
- شوالیه تاریکی (جیمز گوردون ) گری اولدمن
- بازی تقلید (آلن تورینگ) بندیکت کامبربچ
- مرد عنکبوتی شگفت‌انگیز‌ (مارمولک) ریس ایفانز
- فرار از زندان (فرناندو سوکره) آمائوری نولاسکو
- کودک در زمان (استیون) بندیکت کامبربچ
- دردویل (مأمور ری ندیم) جی علی
- هانیبال (میسون ورگر) گری اولدمن
- سریال مظنون (هارولد فینچ) مایکل امرسون
- سریال جواهری در قصر (یونگ یونگ سو) جون این تک
- انیمه دفترچه مرگ (ریوزاکی) کوپیه یاماگوچی
- سریال بازی مرکب فصل دوم(بازیکن شماره ۴۵۶)لی جونگ جه
- انیمیشن برادران سوپر ماریو (ماریو) کریس پرت

## مدیر دوبلاژ

### فیلم
- فیوریوسا: حماسه مکس دیوانه
- روما
- دکتر استرنج در چندجهانی دیوانگی
- تل ماسه
- شوالیه تاریکی برمی‌خیزد
- میان ستاره ای
- بازی تقلید
- منچستر کنار دریا
- هفت دلاور
- سکوت
- فراری
- دکتر استرنج
- دانکرک
- تاریک‌ترین ساعت
- مکس دیوانه: جاده خشم
- کوکو
- ثور رگنوراگ
- دارزن
- پست
- شکل آب
- تصنیف باستر اسکراگز
- ماموریت غیرممکن: فال اوت
- انتقام‌جویان: جنگ ابدیت
- هشت یار اوشن
- معاون
- مأموران بزرگراه
- کاپیتان مارول
- انتقام جویان: پایان بازی
- داستان ازدواج

### سریال
خانه پوشالی
مردگان متحرک
شرلوک
جوخه برادران
آنه
وایکینگ‌ها
خاطرات ندیمه
تاج
پاتریک ملروز
مظنون
نقابداران
وراثت